# حلقة لاندولت
أخترع العالم لندُلت عام 1899 ما يعرف بحلقة لندُلت وهي عبارة عن لوحة تضم صفوف من الحلقات السوداء التي يقل قطرها تدريجيا من أعلي إلي أسفل ولكل حلقة فتحة بحساب معين وهي تستخدم لقياس قوة النظر
و عند الأختبار يقف الشخص علي بعد 6 أمتار من اللوحة فأذا تمكن بكل عين علي حدة من تحديد اتجاه الفتحات في مختلف الصقوق تكون قوة أبصارة 6/6 وأما أذا توقفت قدرتة علي تحديد اتجاة الفتحة عند الصف قبل الأخير فتكون قوة أبصارة 6/9.